# 拜内克古籍善本图书馆
拜内克古籍善本图书馆（Beinecke Rare Book and Manuscript Library）是1963年拜内克家族的礼物，由普利兹克奖建筑师戈登·邦沙夫特设计，位于纽黑文耶鲁校园中心的华尔街121号休伊特方庭（Hewitt Quadrangle），又名“拜内克广场”（Beinecke Plaza）。，是世界上最大的专为保存珍贵书籍和手稿的建筑。

## 画廊

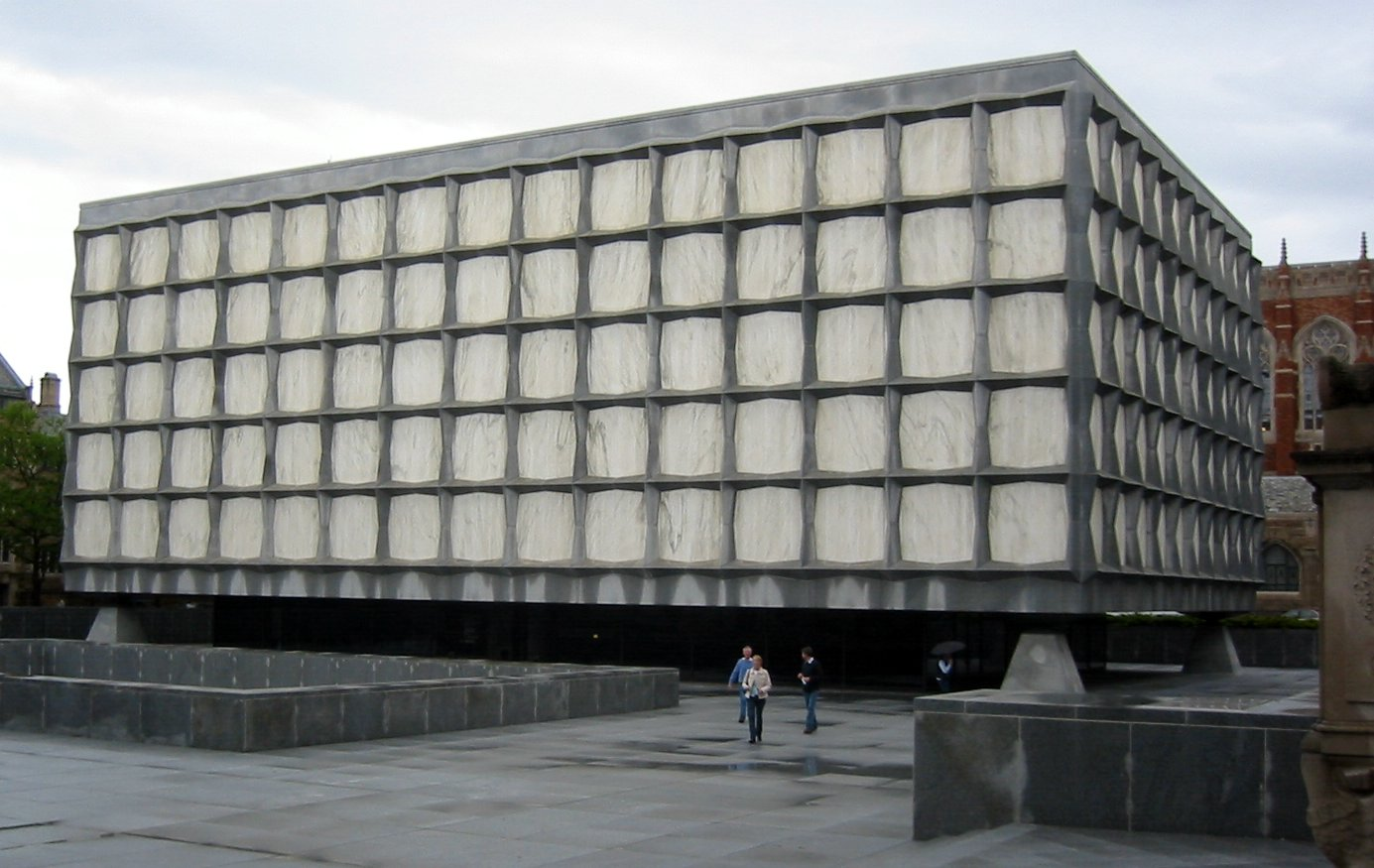
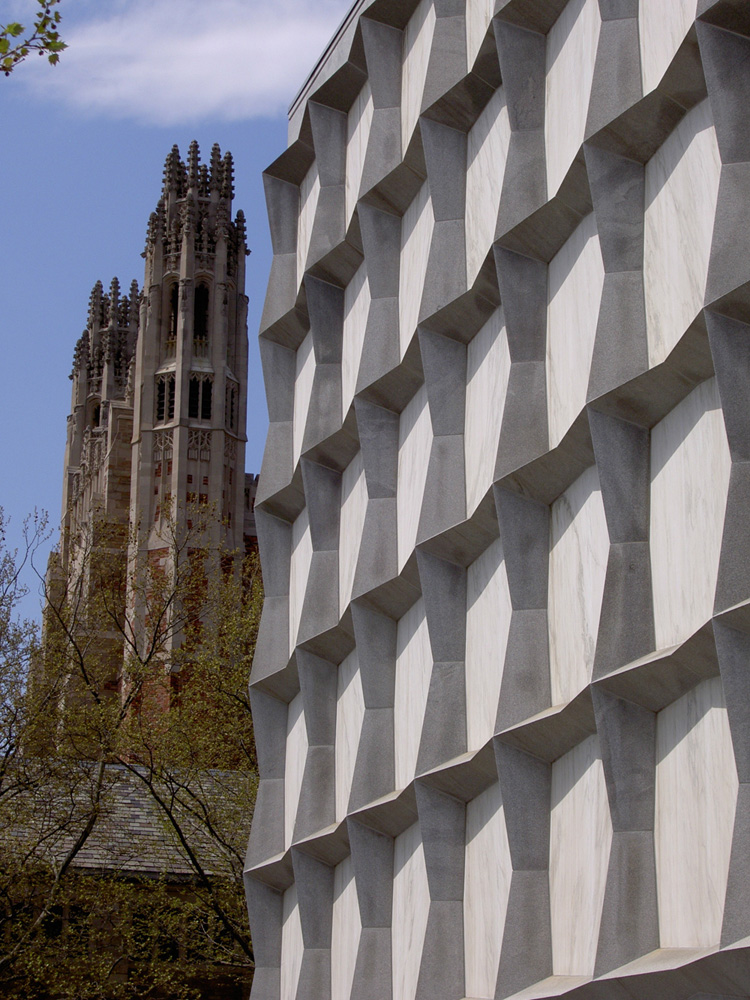
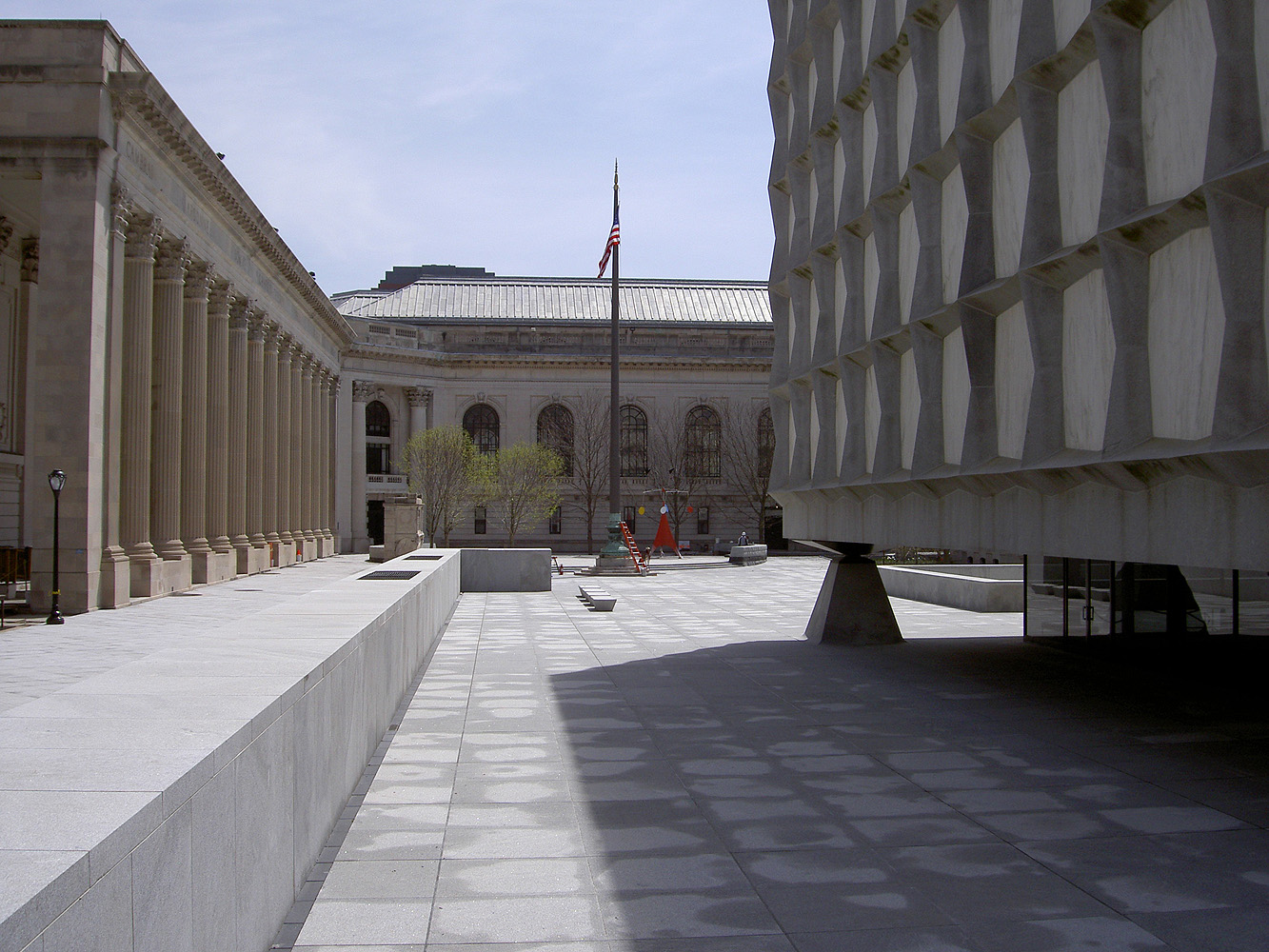
休伊特方庭
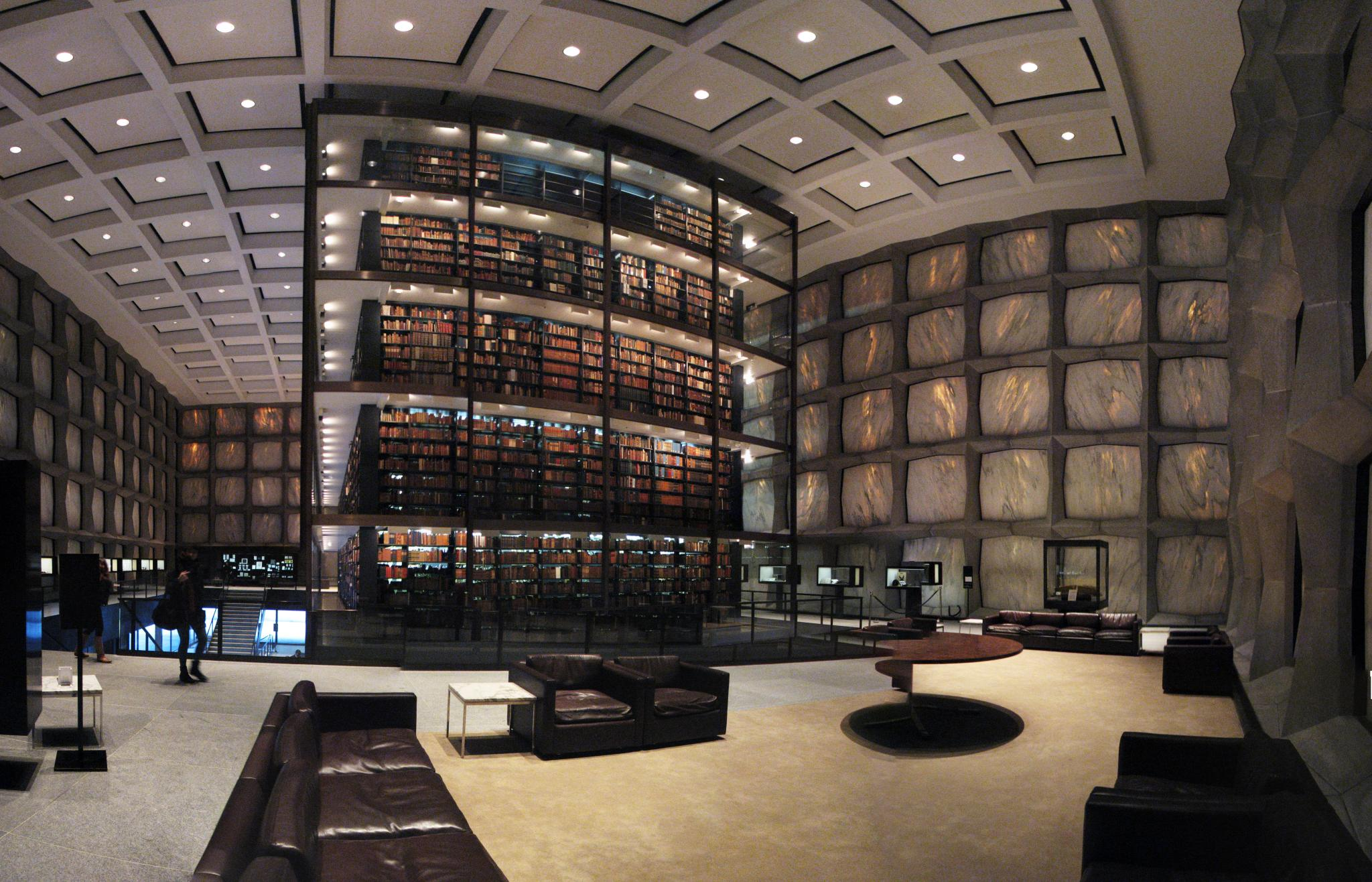
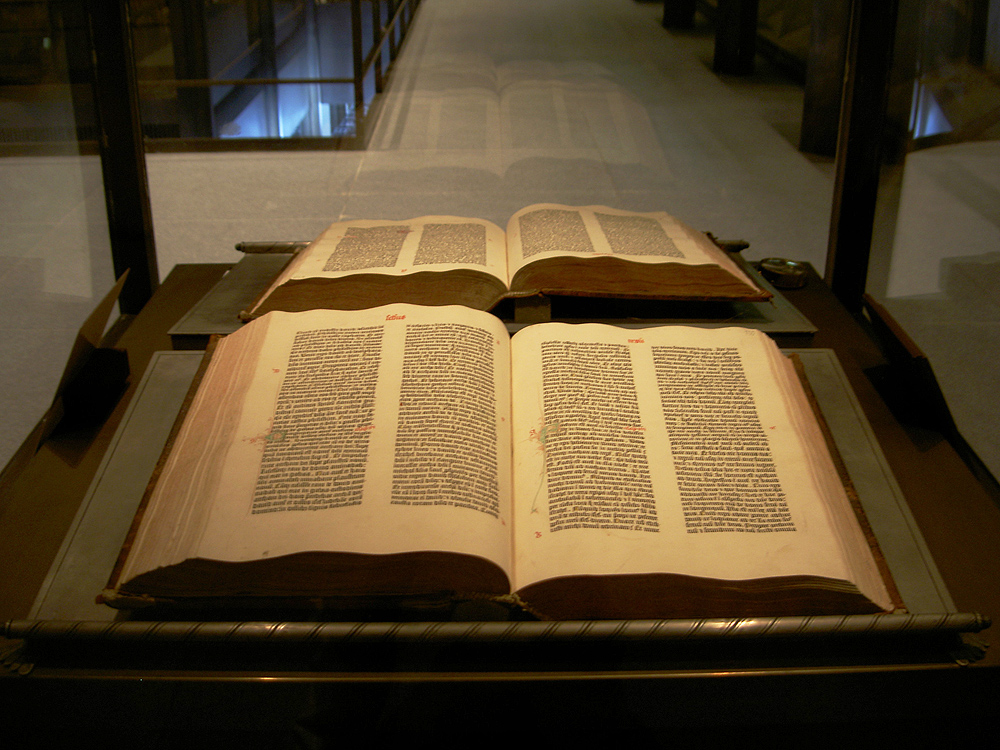